# Mbakaou
Mbakaou est un village du Cameroun situé dans le département du Djérem et la Région de l'Adamaoua. Il fait partie de la commune de Tibati et vit principalement de la pêche.

## Services publics
La localité dispose d'une centrale électrique isolée exploitée par Enéo d'une capacité installée de 213 kW.

## Philatélie
En 1971, la République fédérale du Cameroun émet un timbre intitulé « Barrage de Mbakaou ».